# Volkswagen Phaeton
De Volkswagen Phaeton is een luxe sedan, geproduceerd door Volkswagen. Deze auto heeft het onderstel, aandrijftechniek, luchtvering en het grootste deel van de elektronische componenten gemeen met de Bentley Continental GT en de Bentley Continental Flying Spur. Daarnaast heeft hij de transmissie en sommige motoren gemeen met de Audi A8, het topmodel van een ander merk uit de Volkswagen Group. Vanaf het begin van de productie in december 2001 tot het einde van de productie op 18 maart 2016 werden 84.235 exemplaren gebouwd.

## Geschiedenis
De Phaeton maakte zijn debuut in 1999 op de IAA in Frankfurt, destijds nog onder de naam Concept D. Het was Volkswagens eerste echte poging om door te breken in de hogere regionen van de automarkt, waar hij het moest opnemen tegen grote, dure en luxueuze (en voornamelijk Duitse) limousines, zoals de Mercedes-Benz S-Klasse en de BMW 7-serie. Dat deed de Phaeton door vooral bijzonder groot, duur, luxueus en Duits te zijn. De auto was standaard erg compleet; slechts enkele zaken, zoals een systeem voor het automatisch openen/sluiten van de achterklep, een 270-watt geluidssysteem en keyless-start waren optioneel.
Het model is sinds de introductie in 2002 vrijwel ongewijzigd in productie gebleven. Alle motoren waren gekoppeld aan een automatische versnellingsbak met mogelijkheid tot handmatig schakelen (VW handelsnaam: Tiptronic). Alle versnellingsbakken waren gekoppeld aan permanente vierwielaandrijving (VW handelsnaam: 4Motion), met uitzondering van het basismodel met 3.2 V6-motor, dat tot 2004 eventueel met uitsluitend voorwielaandrijving leverbaar was.
Het op staal gebaseerde Volkswagen D1-platform waarop de Phaeton en Bentley gebouwd werden, is specifiek ontwikkeld voor deze modellen. Het wordt vaak verward met Audi's D3-platform, dat voor het grootste deel uit aluminium bestaat.
De Phaeton kon besteld worden met vier of vijf zitplaatsen.
In maart 2016 rolde de laatste Phaeton van de lopende band in de 'Glazen Fabriek'.

## Piëch
De duurste Volkswagen aller tijden kreeg van zijn geestelijk vader, ex-topman van Volkswagen, Ferdinand Piëch, als opdracht mee "alle andere toplimousines in de schaduw te stellen". De eisen die gesteld werden door Piëch waren zo hoog, dat een deel van de medewerkers van de ontwikkelingsafdeling dacht dat het onmogelijk zou zijn er aan te voldoen. Enkelen van hen namen vrijwillig ontslag; anderen werden ontslagen of overgeplaatst naar een ander project. Toch is aan een groot deel van de eisen van Piëch voldaan. Zo is de auto extreem stil (circa 60 decibel op snelwegtempo) en dankzij de speciale airco, die niet rechtstreeks op de passagiers blaast, is het vrijwel onmogelijk dat de ruiten beslaan.

## Fabriek
Voor de productie van de Phaeton werd in Dresden een speciale fabriek gebouwd, de Gläserne Manufaktur genoemd. Deze heeft een glazen wand, zodat men van buitenaf kan zien hoe de werknemers, staande op een parketvloer, de auto's monteren. Hier worden ook speciale uitvoeringen van de Volkswagen Touareg gebouwd. Nadat de afzet van de Phaeton erg tegenviel, werd in de Gläserne Manufaktur naast de productie van de Phaeton en de Touareg ook de eindassemblage van de Bentley Continental Flying Spur ondergebracht.

## Afzetproblemen
Verkoopsuccessen voor Volkswagen met de Phaeton bleven uit. De Phaeton werd een commerciële flop en draaide voor Volkswagen op verlies uit. In 2007 kwam een enigszins gerestylede versie van de Phaeton uit. Critici gaven de schuld aan de grootheidswaanzin van Ferdinand Piëch. De auto kampte met een imagoprobleem. Voor ruim € 80.000 koos men liever een Mercedes-Benz S-Klasse of BMW 7-serie, in plaats van een 'dure Passat' zo was de gedachte.
In de Verenigde Staten werd de prijs van de Phaeton zelfs met US$ 10.000 verlaagd in een poging het model aantrekkelijker te maken. Het model werd in 2006 van de Amerikaanse markt verwijderd. De Phaeton was ook voor de Amerikaanse markt te ingetogen: in veel kritieken in tijdschriften werd de Phaeton vergeleken met een uit de kluiten gewassen Passat.
In Nederland werden er sinds de introductie in 2002 tot en met 2013 slechts 359 exemplaren verkocht. De verkopen daalden ook nog eens van 69 in het 'topjaar' 2005 naar 3 exemplaren in 2013.
Ondanks het ontbreken van verkoopsucces in Verenigde Staten en deels ook in Europa, werd de Phaeton in China alsmaar populairder. Zo werden er in 2010 7500 exemplaren gebouwd waarmee de mijlpaal van 50.000 Phaetons werd doorbroken. Er werd een tweede ploeg aangesteld in de fabriek om de productiecapaciteit te verhogen naar 48 exemplaren per dag.
Door de hoge ontwikkelingskosten en tegenvallende verkoop van de Phaeton werd er per verkocht exemplaar € 28.000 verlies gemaakt.

## Motoren
De Volkswagen Phaeton was leverbaar met verschillende motoren.

### Benzinemotoren
De basisuitvoering was tot 2008 een 3,2 liter VR6-motor met 241 pk, onder meer bekend uit de Volkswagen Golf R32 en Volkswagen Touareg. Deze werd later vervangen door de nieuwere 3,6 liter VR6 FSI-motor met directe benzine-inspuiting. Dan volgde er een 4,2 liter-V8 die afkomstig was van Audi met 335 pk. Het topmodel was de 6,0 liter W12 met 420 pk die ook in de Audi A8 te vinden was. Deze compacte twaalfcilinder motor was opgebouwd uit twee 3,0 liter VR6-motoren. In 2005 werd deze motor vervangen door de 30 pk sterkere tweede generatie W12 met 450 pk, die in 2003 al in de Audi A8 was toegepast, en in 2005 ook beschikbaar kwam in de Touareg. In het gefacelifte model was de W12 niet meer leverbaar omdat er te weinig vraag naar was.
| Type    | Motor     | Motor     | Motor   | Vermogen        | Koppel | Overbrenging                             | Aandrijving  | Jaartal     |
| Type    | Inhoud    | Cilinders | Kleppen | Vermogen        | Koppel | Overbrenging                             | Aandrijving  | Jaartal     |
| ------- | --------- | --------- | ------- | --------------- | ------ | ---------------------------------------- | ------------ | ----------- |
| 3.2 V6  | 3.189 cm³ | VR6       | 24V     | 180 kW (241 pk) | 315 Nm | 6 traps handgeschakeld/6-traps-Tiptronic | voor/4motion | 2002 - 2009 |
| 3.6 V6  | 3.597 cm³ | VR6       | 24V     | 209 kW (280 pk) | 370 Nm | 6-traps-Tiptronic                        | 4motion      | 2009 - 2015 |
| 4.2 V8  | 4.172 cm³ | V8        | 32V     | 250 kW (335 pk) | 430 Nm | 6-traps-Tiptronic                        | 4motion      | 2003 - 2015 |
| 6.0 W12 | 5.998 cm³ | W12       | 48V     | 313 kW (420 pk) | 550 Nm | 5-traps-Tiptronic                        | 4motion      | 2002 - 2010 |
| 6.0 W12 | 5.998 cm³ | W12       | 48V     | 336 kW (450 pk) | 560 Nm | 5-traps-Tiptronic                        | 4motion      | 2010 - 2011 |

### Dieselmotoren
De eerste dieselmotor verscheen in 2003. Dit was een door Volkswagen zelf ontwikkelde 5,0 liter V10 TDI die 313 pk en 750 Nm leverde. Deze motor was opgebouwd uit twee 2,5-litervijfcilinders met pompverstuivertechniek. In 2004 kwam een kleinere dieselmotor op de markt, een 3,0 liter V6 TDI met common-rail inspuiting die afkomstig was van Audi. In 2007 werd deze motor vervangen door een 8 pk sterkere en zuinigere versie met roetfilter. Met ingang van modeljaar 2007 werd de V10 TDI uit productie genomen. Er kon geen roetfilter geplaatst worden vanwege de combinatie van de V10 TDI-motor met het Phaeton-onderstel. Hierdoor kon deze combinatie niet aan de Euro 4 norm voldoen. Volkswagen wilde geen grote investering plegen om het roetfilter passend te maken en schrapte daarom het model definitief.
De motoren waren standaard gekoppeld aan een zestraps-Tiptronic-automaat. De grotere W12-motor had vanwege ruimtegebrek een vijftrapsexemplaar. De Volkswagen Phaeton met verlengde wielbasis was aanvankelijk alleen uitgerust met de zwaardere motoren, maar sinds 2004 kon deze langere uitvoering ook met de basis-V6, en vanaf 2007 ook met de V6 TDI worden geleverd.
| Type        | Motor     | Motor     | Motor   | Vermogen        | Koppel | Overbrenging      | Aandrijving | Jaartal     |
| Type        | Inhoud    | Cilinders | Kleppen | Vermogen        | Koppel | Overbrenging      | Aandrijving | Jaartal     |
| ----------- | --------- | --------- | ------- | --------------- | ------ | ----------------- | ----------- | ----------- |
| 3.0 V6 TDI  | 2.967 cm³ | V6        | 24V     | 168 kW (225 pk) | 450 Nm | 6-traps-Tiptronic | 4motion     | 2004 - 2007 |
| 3.0 V6 TDI  | 2.967 cm³ | V6        | 24V     | 174 kW (233 pk) | 450 Nm | 6-traps-Tiptronic | 4motion     | 2007 - 2008 |
| 3.0 V6 TDI  | 2.967 cm³ | V6        | 24V     | 179 kW (240 pk) | 500 Nm | 6-traps-Tiptronic | 4motion     | 2008 - 2013 |
| 3.0 V6 TDI  | 2.967 cm³ | V6        | 24V     | 183 kW (245 pk) | 500 Nm | 6-traps-Tiptronic | 4motion     | 2013 - 2015 |
| 5.0 V10 TDI | 4.921 cm³ | V10       | 20V     | 233 kW (313 pk) | 750 Nm | 6-traps-Tiptronic | 4motion     | 2003 - 2007 |

## Facelift 2010
In 2010 heeft Volkswagen de Phaeton een facelift gegeven. Door het toevoegen van onder meer led- en xenonverlichting en een nieuwe grille moest de Phaeton dezelfde designfilosofie gaan uitstralen als de zesde generatie Volkswagen Golf. Het interieur kreeg vooral op technisch gebied een update, waaronder een nieuw navigatiesysteem.

## Verkoopcijfers in Nederland vanaf 2002 tot 2015
| Verticaal staafdiagram van verkoopcijfers Nederland van tussen 2002 en 2015 |
| --------------------------------------------------------------------------- |
|                                                                             |

Totaal : 360